# Alessandro Ademollo

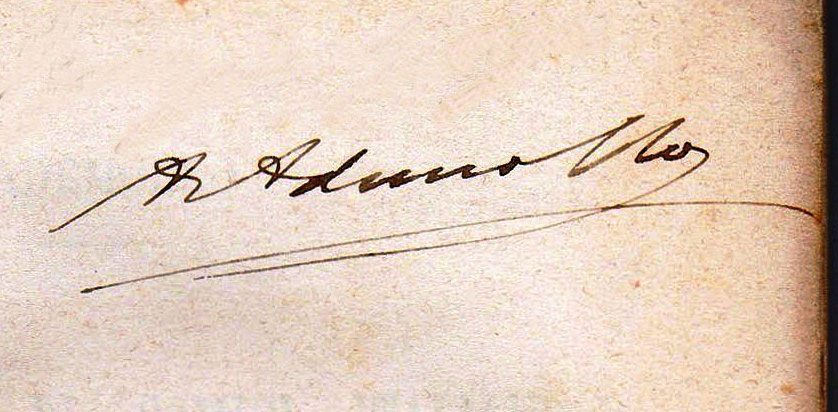
Unterschrift von Alessandro Ademollo

Alessandro Ademollo (* 20. November 1826 in Florenz; † 22. Juni 1891 ebenda) war ein italienischer Historiker und Musikschriftsteller.

## Leben
Ademollo arbeitete hauptsächlich über italienische Theater- und Operngeschichte. Insbesondere untersuchte er die Geschichte des Theaters in Rom und Florenz. Er trieb auch historische Studien zu wenig bekannten Aspekten der italienischen Gesellschaft des 17. und 18. Jahrhunderts wie etwa Studien über den Karneval in Rom dieser Zeit.

## Werke von Alessandro Ademollo (Auswahl)
- I primi fasti della musica italiana a Parigi, 1645–62. Mailand 1884
- I primi fasti del teatro di via della Pergola a Firenze, 1657–61. Mailand 1885
- I teatri di Roma nel secolo decimo settimo. Rom 1888
- La bell’ Adriana. Città di Castello 1888
- Le cantanti italiane celebri del secolo XVIII: Vittoria Tesi, Margherita Salicola. Nuova Antologia, Band 22–23, Rom 1889